# Verwaltungsgemeinschaft Altmärkische Höhe
Die Verwaltungsgemeinschaft Altmärkische Höhe war eine Verwaltungsgemeinschaft im Landkreis Stendal.

## Mitgliedsgemeinden
- Ballerstedt
- Boock
- Bretsch
- Flessau
- Gagel
- Gladigau
- Heiligenfelde
- Kossebau
- Lückstedt
- Rossau

## Geschichte
Die Verwaltungsgemeinschaft Altmärkische Höhe wurde am 1. April 1993 gebildet. Im Zuge einer Kommunalreform vereinbarten die Gemeinden die Auflösung der Verwaltungsgemeinschaft zum 31. Dezember 2004. Mit Wirkung vom 1. Januar 2005 schlossen sich die Gemeinden Ballerstedt, Flessau, Gladigau und Rossau der Verwaltungsgemeinschaft Osterburg an, wohingegen die Gemeinden Boock, Bretsch, Gagel, Heiligenfelde, Kossebau und Lückstedt sich in die Verwaltungsgemeinschaft Seehausen (Altmark) eingliedern ließen.